# ノエル・カワード
サー・ノエル・カワード （Sir Noël Coward、本名：Noël Peirce Coward、1899年12月16日 - 1973年3月26日）は、イギリスの俳優・作家・脚本家・演出家。作詞・作曲、映画監督もしている。

## 生涯
ロンドン（旧ミドルセックス州テディントン）出身。父親はピアノのセールスマンだった。1910年に子役として初舞台を踏んだ。第一次世界大戦後のイギリスにも登場したジャズ・エイジの風潮のなか、中流階級の移ろいやすい、気ままな生活や、男女関係がくるくる入れ替わる恋愛ゲームなど、おしゃれでウィットに富んだ作品で人気を得た。長く続いたヴィクトリア朝の厳格な雰囲気に飽き飽きしていた若い世代は、熱狂的に彼の作品を支持した。
「人生はうわべだけのパーティー」と考える彼は、真剣に人を愛したり、真剣に国を愛したり、真剣に人生に悩んだりすることを極端に嫌った。シリアスな人生劇より、洗練された喜劇を好んだ。
1920年代のファッションに大きな影響を与えた。首にスカーフをまくことや、タートルネックセーターは1924年の舞台『ヴォルテックス』で彼が初めて身につけた。ショーン・コネリーがジェームズ・ボンド役に決まった時、まずカワードのところにファッションの相談に行ったという。
1942年度の第15回アカデミー賞では、『軍旗の下に』で特別賞を受賞。翌1943年度の第16回アカデミー賞でも、同作で脚本賞にノミネートされた。
第二次大戦後、新作は発表するものの、徐々にペースが鈍り、現役を退いていった。1950年代に入ると、イギリスの税金の高さに嫌気がさし、バミューダ島に移住した。冷戦のさなかであり、友人に「現代という時代が嫌いになった」と漏らしていた。
1970年にサーの称号を受けた。晩年はスイスとバミューダを行き来する生活を楽しみ、イギリスへ戻らなかった。1973年、心臓麻痺で、バミューダの自宅で死去。

## 人物
交友関係が広く、ガートルード・ローレンスやチャップリン、マレーネ・ディートリヒ、ジョージ王子らと親交があった。首相になる前から、ウィンストン・チャーチルとはしばしば写生に行く絵描き仲間だった。第二次世界大戦が始まると、「戦争は憎しみの舞台。芝居という魅力の舞台に立つ者には最も不向きなものだ」とカワードは発言し、戦争支持の風潮に背を向けた。そのため、非国民のレッテルを張られ批判された。その時、チャーチルは「あんなやつ、戦場に行っても役に立たない。一人ぐらい恋だ愛だと歌っているヤツがいてもいい」と旧友を弁護した。友人には作家のイアン・フレミングもおり、フレミングの小説が1962年に『007 ドクター・ノオ』として映画化される際、フレミングはドクター・ノオ役にカワードを提案した。
ゲイであることから、一生独身だった。俳優のマイケル・レッドグレイヴはバイセクシャルであり、その相手はカワードだった。

## 主な作品
- 新思想（1921年)
- ヴォルテックス（1924年）
- 落ちた天使（1925年）
- 花粉熱（英語版）（1925年）
- 熱風（1927年)
- ほろにが人生（1929年）
- 私生活（1930年）
- 騎馬隊（1931年）
- カヴァルケード（1931年）
- 今宵八時半（1936年）
- プレゼント・ラフター（1939年）
- 陽気な幽霊（1941年）
- 幸福な種族（1942年）
- ヴァイオリンを持った裸婦（1956年）
- 秘密はうたう（1966年）

## 日本語訳
- 『ノエル・カワード戯曲集』加藤恭平訳. ジャパン・パブリッシャーズ, 1976.10 （焼棒杭に火がついて(私生活),大英行進曲(ガバルケード),陽気な幽霊）
- 『ノエル・カワード戯曲集 2』加藤恭平 訳. ジャパン・パブリッシャーズ, 1977.11 （渦巻き,花粉熱,ほろ苦さ,逢びき）
- 『スイートルーム組曲 ノエル・カワード戯曲集』福田逸訳. 而立書房, 2020.9

## 主な出演作品
- 八十日間世界一周 Around the World in Eighty Days （1956年）
- ハバナの男 Our Man in Havana （1959年）
- パリで一緒に Paris When It Sizzles （1964年）
- バニー・レークは行方不明 Bunny Lake Is Missing （1965年）
- 夕なぎ Boom! （1968年）
- ミニミニ大作戦 The Italian Job （1969年）

## 音楽を担当した映画
- 芝生は緑 The Grass is Greener （1960年）

## 戯曲の映画化作品
- ふしだらな女 Easy Virtue （1927年）
- カヴァルケード Cavalcade (1933年)
- 逢びき Brief Encounter （1945年）
- ブライズ・スピリット〜夫をシェアしたくはありません! Blithe Spirit （2020年）